# Sinagoga di Wołpa
La sinagoga di Wołpa, oggi scomparsa, era situata nel villaggio di Voŭpa nell'odierna Bielorussia occidentale. Costruita agli inizi del XVIII sec., era la più bella e monumentale delle sinagoghe in legno della regione. Fu distrutta dai nazisti nel 1941 durante l'Olocausto.

## Storia

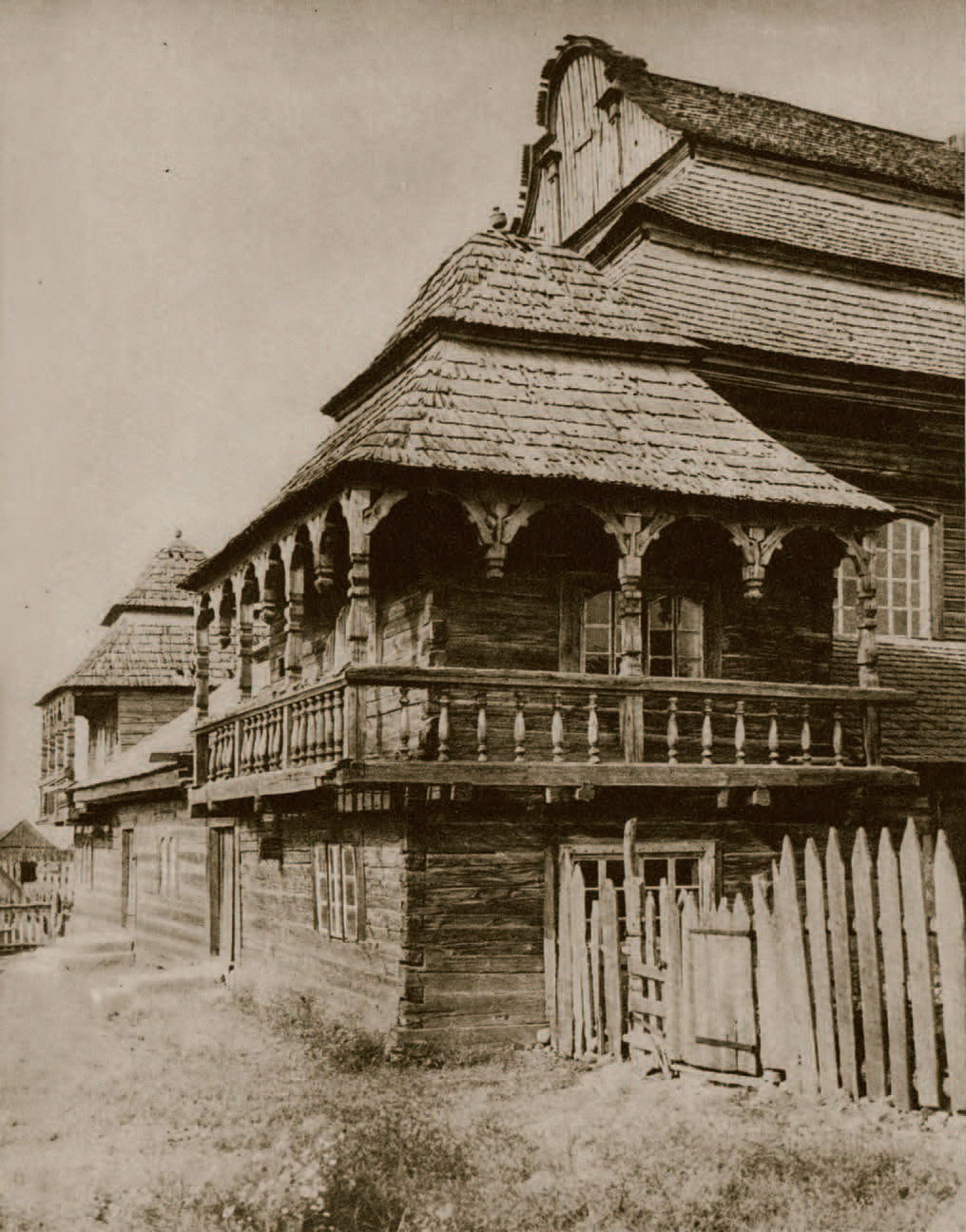
L'esterno (particolare)

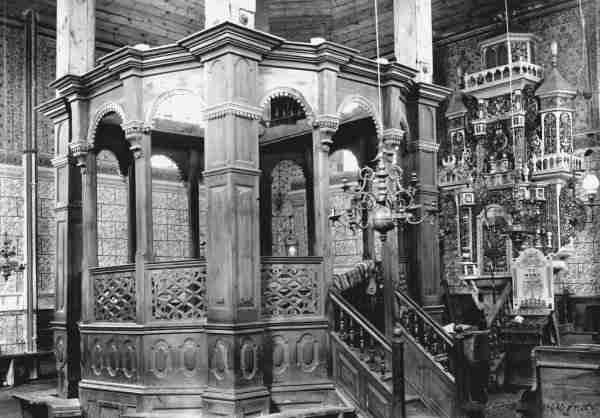
L'interno

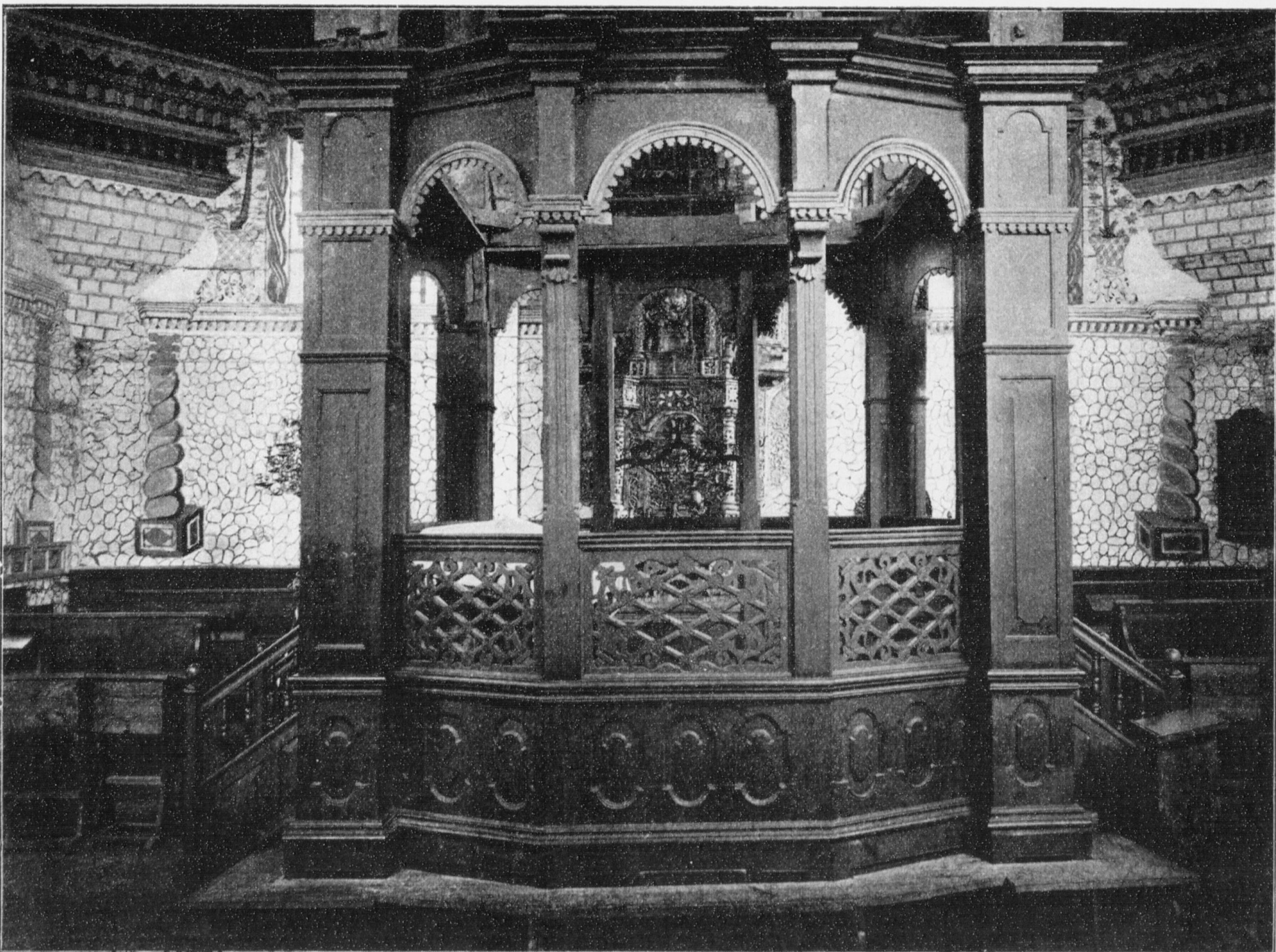
1845. Il bimah

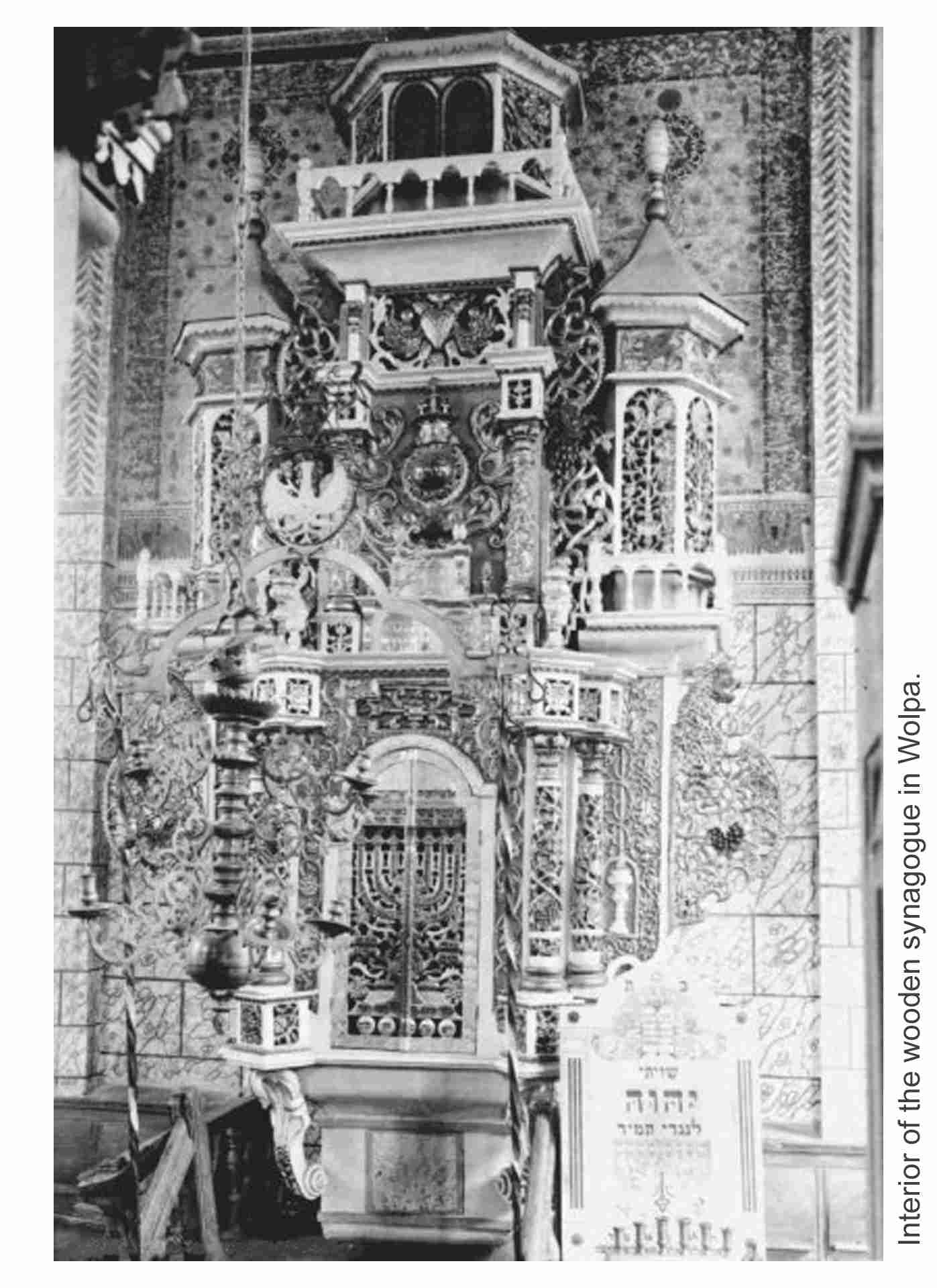
L'arca santa

La sinagoga fu costruita nella prima metà del XVIII secolo, e rimaneggiata in modo minore più volte. A quel tempo era negato alle comunità ebraiche polacche il permesso di costruire in muratura. Considerata un capolavoro di architettura in legno e la più bella delle sinagoghe del genere in tutta Europa, già nel 1929 era stata inserita dal Ministero della Cultura della Polonia tra i monumenti di maggior interesse artistico e storico da preservare.
Fu deliberatamente bruciata dai nazisti al loro arrivo nella regione nel 1941.
Nel 1997, l'Yiddish Book Center nel campus dell'Hampshire College di Amherst nel Massachusetts, il più grande archivio del mondo dei libri e della letteratura yiddish, ha scelto di modellare il suo edificio su foto esistenti della sinagoga di Wołpa.
Nel 2015, una replica esatta della sinagoga di Wołpa è stata costruita a Biłgoraj, in Polonia.

## Architettura
La sinagoga aveva aspetto e dimensioni monumentali. L'esterno era caratterizzato da un tetto a tre livelli e da un paio di elaborati padiglioni d'angolo.
La sala principale era un quadrato di circa 13 metri per lato. Le pareti della sala principale erano alte 7,2 metri. 
Il soffitto a volta è descritto dagli storici dell'arte Maria e Kazimierz Piechotka per essere stato "il più grandioso di tutti i soffitti in legno noti" in Europa. Le volte, sotto un tetto di tre livelli, salivano fino ad un'altezza di quattordici metri ed erano sostenuto da quattro colonne angolari di legno che si alzavano dal bemah, in posizione centrale, secondo uno schema caratteristico nelle sinagoghe barocche polacche.
L'arca della Torah era un elaborato composizione a più livelli in legno verniciato e intagliato, con colonne e bassorilievi raffiguranti la menorah, vasi, festoni floreali, le tavole dei Dieci Comandamenti e un'aquila. 
Nei primi anni del XIX secolo, il soffitto a volta fu dipinto in un colore "zaffiro scuro" costellato di "scintillanti" stelle d'oro. Le pareti invece furono dipinte per assomigliare ad un edificio in muratura classica.